# Маматурдиев, Аширали
Ашурали́ Маматурдиев (узб. Ашурали Маматурдиев; 1899 год, село Дехкан-кишлак, Ошский уезд — 1985, Кара-Суйский район, Ошская область) — хлопковод, звеньевой колхоза «Кызыл-Шарк» Карасуйского района Ошской области, Киргизская ССР. Герой Социалистического Труда (20.03.1951).

## Биография
Родился в 1899 году в селе Дехкан-кишлак Ошского уезда (ныне Кара-Суйского района Ошской области) в крестьянской семье, по национальности узбек.
В молодости долгое время батрачил. В 1925 году поступил на угольную шахту в качестве забойщика, где проработал до 1948 года.
С 1948 года трудился хлопководом в колхозе «Кызыл-Шарк» Кара-Суйского района. С 1949 года возглавлял хлопководческое звено в этом же колхозе. В 1950 году вступил в КПСС.
В 1950 году звено Ашурали Маматурдиева собрало в среднем по 66,3 центнера хлопка-сырца с каждого гектара на участке площадью 6 гектаров. Указом Президиума Верховного Совета СССР от 20 марта 1951 года удостоен звания Героя Социалистического Труда с вручением ордена Ленина и золотой медали «Серп и Молот»
Был персональным пенсионером союзного значения, умер в 1985 году в возрасте 86 лет.

## Награды
- Герой Социалистического Труда (20.03.1951)
- Орден Ленина